# 김미르
김미르는 대한민국의 전 축구선수이다. 2017년 포르투갈 바르징sc에 입단 소식을 통해 큰 화제가 되었다.
포르투갈2부리그 격 [segunda divisão] varzim sport club 과  2017년 1월에 계약하여 유스 팀에서 campeonato national juniores 리그 에서 선발 및 교체 자원 으로 모습을 보였다 . 다음 목록 2018년 10월브라질 campeonato brasileiro serie A 1부리그 격인 파라나클루비 입단 했다. 파라나클루비는 2018 마지막으로 campeonato brasileiro serie A 에서 강등을 피하지 못하였고 이 후  campeonato catarinense에 참여 하는 Viçosa 로 임대,campeonato paranaenese b참여하는 S.O.B.E iguaçu 로 임대 를 다녀왔지만 후에 소식이 끊기게 되며 은퇴 나 축구 외 다른 일을 하는것으로 보인다.